# 싱하 (밈)
싱하는 디시인사이드 스타크래프트 갤러리에서 악플을 남기던 유저의 아이디(디시인사이드에서는 고정닉이라 부른다.)로 싱하형으로 더 많이 알려졌다. 싱하는 이소룡이 용쟁호투에서 적을 쓰러뜨린 뒤 짓는 표정사진을 얼굴로 사용하며 악플을 남겼기 때문에 한때 이소룡이 싱하라 불리기도 했다.

## 업적
욕설 '새끼'를 '새퀴', '존나'를 '존내'라고 쓰는 것이 유행하게 되었다. 그리고 '고고싱'이라는 말이 대중화되었다. 또, 사람들은 굴다리 밑이 '사람 패는 장소'라고 인식하게 되었다.

## 같이 보기
- 대한민국의 인터넷 신조어 목록